# Élections territoriales polynésiennes de 2023
Les élections territoriales polynésiennes de 2023 se déroulent les dimanches 16 et 30 avril 2023 afin d'élire les 57 représentants de l'Assemblée de la Polynésie française.
Le parti autonomiste Tapura huiraatira au pouvoir est devancé au premier tour par le parti indépendantiste Tavini huiraatira, qui l'emporte au second pour la première fois depuis 2004.

## Contexte

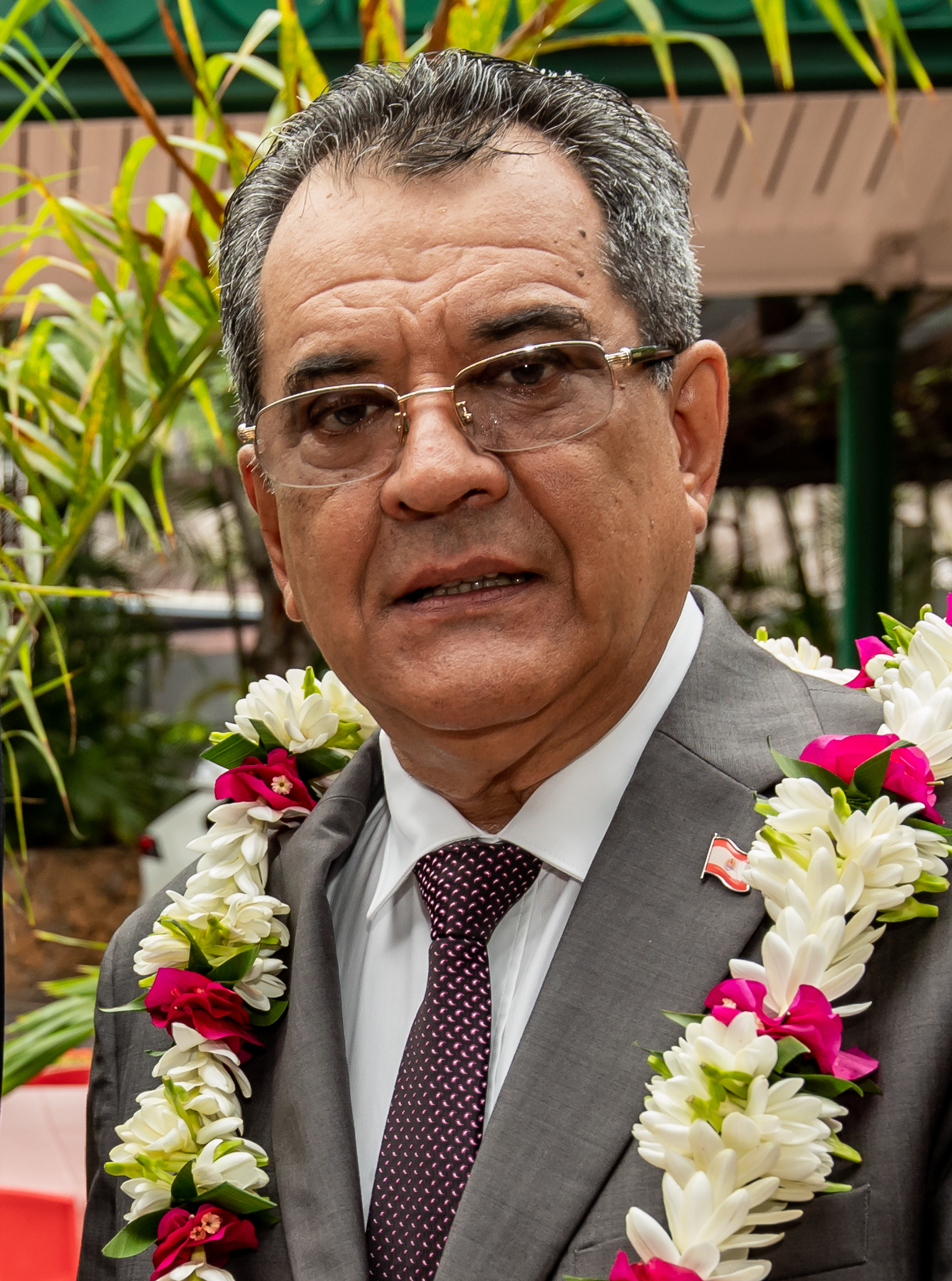
Édouard Fritch.

Les élections territoriales de 2018 voient le parti Tapura huiraatira (« Liste du peuple ») mené par Édouard Fritch l'emporter lors d'une triangulaire au second tour. Avec 38 sièges sur 57, cette victoire assure celle d'Édouard Fritch à l'élection à la présidence polynésienne organisée la semaine suivante. Au pouvoir depuis 2014, ce dernier effectue un rapprochement avec le parti La République en marche, puis Renaissance, du président de la République Emmanuel Macron après son élection en 2017. Le président de la Polynésie française est soumis à une limite de deux mandats consécutifs de cinq ans, mais puisque le premier mandat d'Édouard Fritch a été interrompu après seulement quatre ans, il est en mesure de se porter candidat à un troisième mandat, conformément à une décision du Conseil d'État fin octobre 2022.
Historiquement divisé entre autonomistes et indépendantistes, l'espace politique polynésien est sujet en 2023 à un fort sentiment de « dégagisme », accentué par les conflits internes qui touchent le parti au pouvoir,. Confronté à la pandémie de Covid-19, le gouvernement autonomiste d'Édouard Fritch est notamment accusé de laxisme envers l'attitude de plusieurs membres haut placés du partis qui refusent l'obligation vaccinale, pourtant votée par l'Assemblée en 2021, dont le président de cette dernière Gaston Tong Sang. Opposé à cette attitude de laissez-faire, plusieurs élus du Tapura huiraatira vont ainsi jusqu'à faire scission en vue des élections, ce qui conduit à la création des partis A here ia Porinetia et Ia Ora te Nuna'a. Si la réponse à la pandémie — particulièrement meurtrière sur le territoire — en est le déclencheur, ces défections interviennent dans le contexte plus large d'une montée des mécontentements envers le gouvernement. Face au grave déficit des régimes sociaux du territoire, le gouvernement est ainsi contraint d'instaurer une très impopulaire TVA sociale de 1 %, dont le rejet est aggravé par la mauvaise communication du gouvernement sur le sujet.
Les élections législatives de juin 2022 voient ainsi la victoire des indépendantistes du parti Tavini huiraatira, affiliés à la Nouvelle Union populaire écologique et sociale, qui l'emportent dans les trois circonscriptions. Porté par cette victoire, le parti se présente aux territoriales de 2023 sur la base d'un programme centré sur les questions sociales, et met en retrait ses revendications indépendantistes pendant plusieurs mois au cours de la campagne. A la surprise générale, le thème de l'indépendance est cependant mis en avant dans la semaine précédant le scrutin, une stratégie jugée susceptible de faire perdre des électeurs au Tavini huiraatira dans l'entre-deux tours, une partie de l'électorat s'étant porté vers lui sur la base de son programme économique sans pour autant soutenir l'indépendance.

## Mode de scrutin
L'Assemblée de la Polynésie française est composée de 57 sièges pourvus pour cinq ans au scrutin proportionnel plurinominal de liste à deux tours, avec prime majoritaire. La Polynésie constitue une circonscription électorale unique divisée en huit « sections », chacune dotée d'une prime majoritaire de un à quatre sièges selon leur population pour un total de 19 sièges de prime. Le mode de scrutin utilisé est en vigueur depuis 2011.
Au premier tour, la liste ayant recueilli la majorité absolue des voix dans sa section se voit attribuer la prime majoritaire, puis les sièges restants sont répartis à la proportionnelle entre toutes les listes ayant franchi le seuil électoral de 5 % des voix selon la méthode de la plus forte moyenne, y compris la première liste. Si aucune liste n'obtient plus de 50 % des suffrages exprimés, il est procédé à un second tour entre toutes les listes ayant recueilli plus de 12,5 % des voix, celles ayant recueilli entre 5 % et 12,5 % pouvant fusionner avec les listes qui se sont maintenues. La liste arrivée en tête obtient alors la prime majoritaire, et les sièges restants sont répartis à la proportionnelle selon les mêmes conditions.
Chaque liste présente 73 candidats répartis dans les huit sections. Chaque liste est composée alternativement d'un candidat de chaque sexe. Les listes peuvent se voir rembourser une partie de leurs frais de campagne si elles atteignent le seuil de 3 % des suffrages exprimés au premier tour, pour peu qu'elles se soumettent à des exigences de transparence comptable et à la législation sur le format des documents de propagande à destination des électeurs.
| Section                               | Communes de la section                                                                              | Sièges à pourvoir | Dont prime majoritaire |
| ------------------------------------- | --------------------------------------------------------------------------------------------------- | ----------------- | ---------------------- |
| 1re des îles du Vent                  | Arue, Moorea-Maiao, Papeete, Pirae                                                                  | 13                | 4                      |
| 2e des îles du Vent                   | Hitiaa O Te Ra, Mahina, Paea, Papara, Taiarapu-Est, Taiarapu-Ouest, Teva I Uta                      | 13                | 4                      |
| 3e des îles du Vent                   | Faa'a, Punaauia                                                                                     | 11                | 4                      |
| Îles Sous-le-Vent                     | Bora-Bora, Huahine, Maupiti, Tahaa, Taputapuatea, Tumaraa, Uturoa                                   | 8                 | 3                      |
| Îles Tuamotu de l'Ouest               | Arutua, Fakarava, Manihi, Rangiroa, Takaroa                                                         | 3                 | 1                      |
| Îles Gambier et îles Tuamotu de l'Est | Anaa, Fangatau, Gambier, Hao, Hikueru, Makemo, Napuka, Nukutavake, Pukapuka, Reao, Tatakoto, Tureia | 3                 | 1                      |
| Îles Marquises                        | Fatu-Hiva, Hiva-Oa, Nuku-Hiva, Tahuata, Ua-Huka, Ua-Pou                                             | 3                 | 1                      |
| Îles Australes                        | Raivavae, Rapa, Rimatara, Rurutu, Tubuai                                                            | 3                 | 1                      |

## Forces en présence
| Parti | Parti                         | Idéologie                                                                                 | Tête de liste   | Résultat en 2018 (2d tour) |
| ----- | ----------------------------- | ----------------------------------------------------------------------------------------- | --------------- | -------------------------- |
|       | Tapura huiraatira             | Centre droit Anti-indépendantisme, social-libéralisme, républicanisme français            | Édouard Fritch  | 49,18 % des voix 38 sièges |
|       | Amuitahiraa o te nuna'a Maohi | Droite Souverainisme , libéralisme, gaullisme, conservatisme                              | Bruno Sandras   | 27,70 % des voix 11 sièges |
|       | Tavini huiraatira             | Gauche Indépendantisme polynésien                                                         | Oscar Temaru    | 23,12 % des voix 8 sièges  |
|       | A here ia Porinetia           | Droite à extrême droite Anti-indépendantisme, social-libéralisme, républicanisme français | Nuihau Laurey   | Nouveau                    |
|       | Ia Ora te Nuna'a              | Centre droit Anti-indépendantisme                                                         | Teva Rohfritsch | Nouveau                    |
|       | Hau Ma’ohi Ti’ama             | Extrême droite ou attrape-tout                                                            | Titaina Parker  | Nouveau                    |
|       | Heiura - Les Verts            | Gauche Indépendantisme polynésien, Social-démocratie, écologie                            | Jacky Bryant    | Nouveau                    |

## Résultats
|                          |                               |                          |          |          |         |         |        |               |  |
| Liste                    | Liste                         | Tête de liste            | 1er tour | 1er tour | 2d tour | 2d tour | Sièges | +/-           |  |
| Liste                    | Liste                         | Tête de liste            | Voix     | %        | Voix    | %       | Sièges | +/-           |  |
|                          | Tavini huiraatira             | Oscar Temaru             | 43 401   | 34,90    | 64 551  | 44,32   | 38     | 30            |  |
|                          | Tapura huiraatira             | Édouard Fritch           | 37 880   | 30,46    | 56 118  | 38,53   | 15     | 23            |  |
|                          | Amuitahiraa o te nuna'a Maohi | Bruno Sandras            | 14 773   | 11,88    | 56 118  | 38,53   | 1      | 10            |  |
|                          | A here ia Porinetia           | Nuihau Laurey            | 18 067   | 14,53    | 24 989  | 17,16   | 3      | Nv.           |  |
|                          | Ia Ora te Nuna'a              | Teva Rohfritsch          | 5 423    | 4,36     |         |         | 0      | Nv.           |  |
|                          | Hau Ma’ohi Ti’ama             | Titaina Parker           | 2 458    | 1,98     | 0       | Nv.     |        |               |  |
|                          | Heiura - Les Verts            | Jacky Bryant             | 2 373    | 1,91     | 0       | Nv.     |        |               |  |
|                          |                               |                          |          |          |         |         |        |               |  |
| Suffrages exprimés       | Suffrages exprimés            | Suffrages exprimés       | 124 375  | 98,50    | 145 658 | 98,96   |        |               |  |
| Votes blancs             | Votes blancs                  | Votes blancs             | 1 149    | 0,91     | 823     | 0,56    |        |               |  |
| Votes nuls               | Votes nuls                    | Votes nuls               | 748      | 0,59     | 700     | 0,48    |        |               |  |
| Total                    | Total                         | Total                    | 126 272  | 100      | 147 181 | 100     | 57     | en stagnation |  |
| Abstentions              | Abstentions                   | Abstentions              | 83 889   | 39,92    | 63 204  | 30,04   |        |               |  |
| Inscrits / Participation | Inscrits / Participation      | Inscrits / Participation | 210 161  | 60,08    | 210 385 | 69,96   |        |               |  |

## Analyse et conséquences
Le parti autonomiste Tapura Huiraatira au pouvoir est devancé au premier tour par le parti indépendantiste Tavini huiraatira, une première depuis 2004. L'entre-deux-tours voit la fusion des listes Tapura huiraatira et Amuitahiraa o te nuna'a Maohi, toutes les deux autonomistes, face à Tavini huiraatira, donné favori.
Tavini huiraatira l'emporte au second tour, plaçant Moetai Brotherson en bonne position en vue de l'élection présidentielle de mai 2023,.
Il est élu sans surprise à la présidence le 12 mai. Il déclare espérer la tenue d'une référendum d'autodétermination dans 10 à 15 ans,. Antony Géros est entretemps élu à la présidence de l'assemblée le 11 mai.